# Izvorovo, Dobrici
Izvorovo (în bulgară Изворово, în română Musubei) este un sat în comuna Gheneral-Toșevo, regiunea Dobrici, Dobrogea de Sud, Bulgaria. 
Între anii 1913-1940 a făcut parte din plasa Casim a județului Caliacra, România. În sat au locuit și germani dobrogeni. Lângă localitate a mai existat o așezare (azi dispărută) numită Ciflic în timpul administrației românești și Dolen Izvor în bulgară.

## Demografie
Componența etnică a satului Izvorovo
     Bulgari (93,33%)
     Romi (4,07%)
     Nicio identificare (2,59%)
     Turci (0%)
La recensământul din 2011, populația satului Izvorovo era de 270 locuitori. Din punct de vedere etnic, majoritatea locuitorilor (93,33%) erau bulgari, cu o minoritate de romi (4,07%). Pentru 2,59% din locuitori nu este cunoscută apartenența etnică.